# Dhimbana
Dhimbana är ett släkte av insekter. Dhimbana ingår i familjen gräshoppor.
Kladogram enligt Catalogue of Life:
| Dhimbana | \| \| Dhimbana castanea \| \| \| \| \| \| Dhimbana dawsoni \| \| \| \| |
|          | \| \| Dhimbana castanea \| \| \| \| \| \| Dhimbana dawsoni \| \| \| \| |
|          | Dhimbana castanea                                                      |
|          |                                                                        |
|          | Dhimbana dawsoni                                                       |
|          |                                                                        |